# Rechbergreuthen
Rechbergreuthen ist ein Ortsteil der Gemeinde Winterbach im Landkreis Günzburg in Bayern. 

## Geographie
Der etwa 200 Einwohner zählende Ort liegt im Naturpark Augsburg-Westliche Wälder und hat nur eine Straße.

## Geschichte
Das Kirchdorf Rechbergreuthen wurde 1346 in einer Urkunde des Klosters Fultenbach erstmals erwähnt. Damals hieß der Ort Ruetin. Die Pfarre ist dem hl. Nikolaus gewidmet. Der Ort hatte 1939 insgesamt 214 Einwohner. 2007 waren es ca. 200 Einwohner. Im Jahre 1972 wurde Rechbergreuthen durch einen freiwilligen Zusammenschluss mit Waldkirch und Winterbach in die Gemeinde Winterbach eingegliedert.
Der Ort belegte im Wettbewerb Unser Dorf soll schöner werden im Jahr 1992 den 1. Platz. Auch an der Bezirksauswahl 1994 nahm Rechbergreuthen mit großem Erfolg teil.
In Rechbergreuthen besteht seit 1908 eine Wasserversorgung. Eine historische Pumpe fördert seitdem Quellwasser vom Glött-Tal in den Ort.

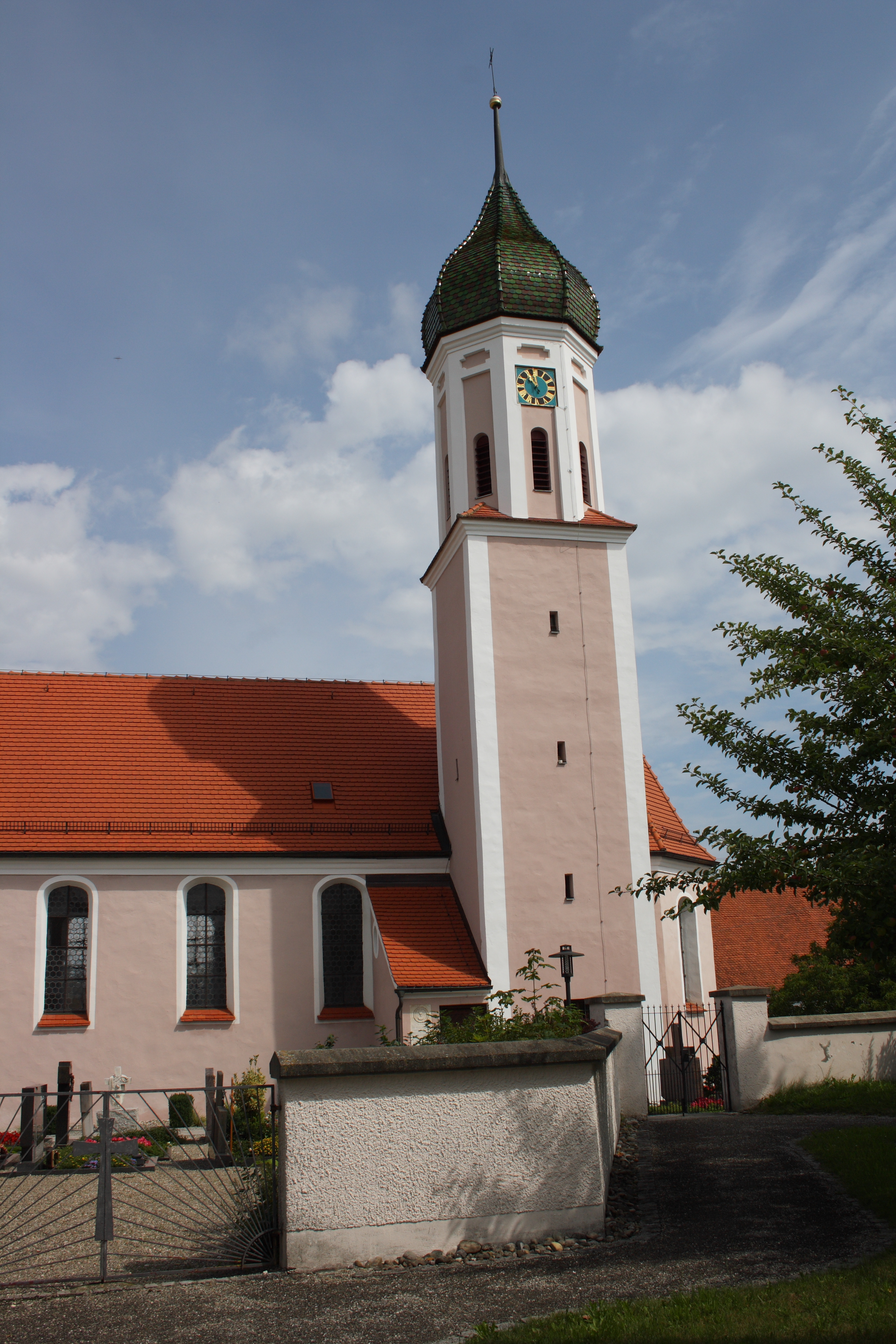
Katholische Pfarrkirche St. Nikolaus

## Vereine und Veranstaltungen
- Die Freiwillige Feuerwehr besteht seit 1876 und hat den Leitspruch: „Gott zur Ehr', dem Nächsten zur Wehr“. Der Verein zählt ca. 30 aktive Mitglieder. Durch die geographische Lage von Rechbergreuthen (von Wäldern umschlossen) musste die Feuerwehr häufig bei Waldbränden und Scheunenfeuern ihre Dienste leisten.
- In Rechbergreuthen wird der Brauch des sogenannten Böllerschießens gepflegt, welcher sich allgemein im schwäbischen Raum einer großen Beliebtheit erfreut.